# Karl Jenkins
Karl William Jenkins, CBE (Penclawdd, 17 de fevereiro de 1944) é um músico galês mais conhecido por seus trabalhos Adiemus e Palladio. Este último utilizado em uma campanha publicitária da De Beers nos Estados Unidos, posteriormente utilizado também em uma campanha publicitária por uma joalheria brasileira. Foi membro do grupo de rock Soft Machine e foi homenageado pela rainha da Inglaterra em 2005 pela atuação no meio musical.